# Josef Košťálek
Josef Košťálek (Kročehlavy, 31 agosto 1909 – 21 novembre 1971) è stato un calciatore cecoslovacco, di ruolo centrocampista.

## Palmarès

### Giocatore

#### Club

##### Competizioni nazionali
- Campionato cecoslovacco: 5

Sparta Praga: 1931-1932, 1935-1936, 1937-1938, 1938-1939, 1943-1944

##### Competizioni internazionali
- Coppa dell'Europa Centrale: 1

Sparta Praga: 1935